# Minska (stanice metra v Kyjevě)
Minska (ukrajinsky Мінська, Minska) je stanice kyjevského metra na Obolonsko-Teremkivské lince.

## Charakteristika
Stanice je jednolodní mělkého typu, stanice je obložena mramorem, hliníkem a keramikou. Na konci nástupišť se nachází schody vedoucí do vestibulu s pokladnou a následně na Oboloňský prospekt.